# История права России
История права России — история права Российской Федерации, правовой культуры российского общества и правовой практики в России.

## История права Древней Руси
Правовая мысль и практика законодательного регулирования общественной жизни берут начало в период формирования Киевской Руси. Главный древнерусский источник права — Русская правда (IX—XIII века). Древнерусский правовой сборник сохранился только в «списках» (копиях) XIV, XV веков и более позднего времени. Историки относят его даже к VII веку. Однако большинство современных исследователей связывают Древнейшую Правду с именем киевского князя Ярослава Мудрого. Примерный период её создания: 1019—1054 годы. Нормы Русской Правды были постепенно кодифицированы киевскими князьями на основе устного племенного права, с включением моментов скандинавского и византийского права, а также церковного влияния.
Влияние Русской Правды прослеживается в последующих памятниках права: Новгородская судная грамота, Псковская судная грамота 1467 года, московский Судебник 1497 года, литовский Судебник Казимира IV 1468 года, Литовский статут 1588 года.

## История права Русского царства
В 1497 году в правление Ивана III был принят первый законодательный кодекс Российского государства — Судебник. Судебник 1497 года основывался на предшествующем законодательстве. Источниками этого нормативно-правового акта явились:
1. Русская правда и её редакции.
2. Псковская судная грамота.
3. Уставные грамоты — нормативные документы, издаваемые верховной властью по вопросам местного управления.
4. Судные грамоты — постановления о судоустройстве, даруемые отдельным местностям и содержащие, кроме того, некоторые нормы гражданского и уголовного права.
5. Судебные решения по отдельным вопросам.

В Судебнике 1497 года, как и в любом феодальном своде законов, нормы права излагались без чёткой системы, казуально (то есть на каждый случай, вдаваясь в частности), открыто определяли привилегии господствующего слоя населения. Однако уже наметилась определённая систематизация материала, чего не знали предшествующие законы.
В 1550 году, во время царствования Ивана IV Грозного был принят новый судебник. Он уничтожил судебные привилегии удельных князей и усилил роль центральных государственных судебных органов.
В 1649 году при царе Алексее Михайловиче было принято Соборное Уложение. Интенсивный рост числа указов за период от Судебника 1550 года до Уложения 1649 года виден из следующих данных:
- 1550—1600 гг. — 80 указов;
- 1601—1610 гг. −17;
- 1611—1620 гг. — 97;
- 1621—1630 гг. — 90;
- 1631—1640 гг. — 98;
- 1641—1648 гг. — 63 указа.

Всего за 1611—1648 гг. — 348, а за 1550—1648 гг. — 445 указов. В итоге к 1649 году в Российском государстве существовало огромное количество законодательных актов, которые не только устарели, но и противоречили друг другу. К принятию Уложения подтолкнул и вспыхнувший в 1648 году в Москве Соляной бунт; одним из требований восставших был созыв Земского Собора и разработка нового уложения. Его источниками были правила святых апостолов и святых отцов, византийские градские законы, прежние государевы указы и боярские приговоры, сличенные со старыми судебниками; новые же правила, не предусмотренные старыми указами, велено составить по «общему совету». По объему, богатству содержания и системе Уложение далеко превзошло Судебники. Оно состоит из 25 глав и 967 статей и было первым в России печатным сборником законов. Однако оно далеко не обнимало всех норм права. В дополнение его частей издавались новые указы, так называемые новоуказные статьи, чтобы искоренить «злодейства, превзошедшие в обычаи», по примеру «всех государств окрестных» и даже «по новым еуропским обычаям».

## История права Российской империи
Ко времени вступления на престол Петра I Соборное Уложение 1649 года значительно устарело. Еще в 1695 году было поручено составить проект дополнительных статей к Уложению и указанным статьям, а в 1700 году была образована «Палата об Уложении», которая через два года составила проект «Новоуложенной книги», так и не получивший утверждения.
В 1714 году с той же целью была учреждена комиссия при Сенате. Работы её продолжали канцелярии земских дел и поместный приказ. К 1718 году было составлено 10 глав Сводного уложения, но окончено оно не было, так как коллегиям было поручено «учинить свод российских законов со шведскими», а в 1720 году для этого была учреждена новая комиссия, работавшая до самой смерти Петра I.
30 марта 1716 года был издан Воинский Устав, в составе которого к уголовным законам относились патент о поединках, артикул воинский и краткое изображение процессов, или судебных тяжб. В основу Воинского Артикула был положен шведский артикул Густава Адольфа в позднейшей его обработке при Карле XI, с многочисленными изменениями и дополнениями по лучшим европейским военным законодательствам того времени. В 1720 году для флота был издан Морской Устав, постановления которого, относившиеся к уголовному законодательству, в существенных чертах были аналогичны с постановлением Артикула Воинского. Так как Воинский Артикул был полнее и современнее Уложения 1649 года, то указом 10 апреля 1716 года было повелено применять его не только военным, но и общим судам, причем Воинский Артикул не отменял собой Уложения 1649 года, а должен был служить дополнением к нему.
Что касается гражданского судопроизводства, то Пётр I не был склонен отрешиться от выработавшегося в московскую эпоху преобладания в частном праве элементов публичного свойства. Следственное начало сначала было им усилено: указом 1716 года во всех гражданских делах был введен розыск. Позже, однако, в деятельности Петра замечается поворот в противоположную сторону: указом 1723 года был введён «суд по форме», скорый, устраняющий господство письменного судопроизводства, состязательный по принципу. Но указ этот был слишком краток и не мог заменить собой всего исторически накопившегося материала судебной практики. С другой стороны, вводя два порядка, законодатель недостаточно ясно их разграничил. Как слабо состязательное начало утверждалось в практике судов, видно из одного указа Анны Иоанновны, который свидетельствует, что «не точию в коллегиях и канцеляриях и в самых нижних судах, как на Москве, так и в городах воеводы, и в ратушах бурмистры, спорные дела слушают без истцов и ответчиков, и во время того слушания, в те палаты, где судьи присутствуют, их не впускают».
При преемниках Петра I продолжались попытки кодификации и пересмотра уголовных законов, причем предполагалось то согласовать Уложение 1649 года с позднейшими узаконениями, то составить новое Уложение. При императрице Елизавете Петровне в 1741 году из нескольких сенаторов была составлена комиссия для пересмотра указов и составления реестра тем из них, которые должны быть отменены, как «с состоянием настоящего времени несходные и пользе государственной противные». Работы этой комиссии не привели ни к каким результатам. В 1754 году при Сенате была учреждена новая комиссия, с участием депутатов от городов и провинций; она составила план нового Уложения, утвержденный Сенатом, а затем и проект первых двух частей Уложения — судной и криминальной. Он не был утверждён императрицей, по-видимому потому, что составители проекта не только не смягчили суровость карательной системы, но даже усилили применение смертной казни.
Манифестом 14 декабря 1766 года императрица Екатерина II призвала все сословия империи, кроме духовенства, к составлению нового Уложения по всем частям законодательства, причем в руководство комиссии был дан написанный императрицей «Наказ», проникнутый гуманными воззрениями на уголовное право. Хотя комиссия депутатов не выполнила возложенного на нее дела, но идеи «Наказа» отразились отчасти на позднейших мероприятиях.
Учреждением о губерниях 1775 года письменное производство в судах было удержано и даже усилилось, соответственно большему числу судебных инстанций и возрастанию влияния канцелярий в судах с сословным выборным составом.
В эпоху царствования Николая I в 1830 году было издано Полное собрание законов Российской империи, состоящее из 45 томов, а в 1832 году был издан Свод законов Российской империи. В 1845 году было утверждено Уложение о  наказаниях уголовных и исправительных — основной источник уголовного права.
Судебная реформа Александра II в 1864 году ввела в уголовный процесс две стороны — обвинение и защиту, действующие отдельно и независимо от суда, и состязание между ними; была введена гласность судебного следствия; было установлено участие общества в отправлении правосудия в лице присяжных заседателей и сословных представителей. В основание гражданского судопроизводства также были положены начала устности, гласности, состязательности, более свободной оценки доказательств судом и разрешения дел на основании закона, согласно внутреннему убеждению судей.
Но главный источник гражданского права — X том Свода Законов Российской империи, являясь заимствованием из иностранных кодексов конца XVIII и начала XIX веков, к второй половине XIX века устарел. Новые законы и судебная практика в значительной степени преобразовали старое гражданское право и создали отчасти новую систему, далеко, впрочем, не свободную от недостатков. В частности, судебная практика не могла слить в одно целое две разрозненные группы российского гражданского общества: крестьянскую, руководствующуюся обычным правом, и привилегированную, для которой прежде всего и была составлен Х том Свода Законов. В 1882 году началась разработка проекта Гражданского уложения, но оно так и не было принято.
В 1903 году было принято новое Уголовное Уложение, которое объединяло в себе нормы, ранее разнесенные на два кодекса — Уложение о наказаниях и Устав о наказаниях, налагаемых мировыми судьями, и должно было полностью заменить оба этих закона. Но оно так и не вступило в силу в полном объёме.
Революция 1905 года привела к изданию октроированной конституции — Манифест 17 октября 1905 года даровал гражданские свободы на началах неприкосновенности личности, свободы совести, слова, собраний и союзов. Учреждался парламент, состоящий из Государственного Совета и Государственной Думы. Соответственно, в апреле 1906 года были изменены Основные законы Российской империи.

## История права Временного правительства
Пришедшее к власти в результате Февральской революции 1917 года Временное правительство приняло 3 марта 1917 года декларацию, в которой провозглашались свобода слова, печати, союзов, собраний, отмена всех сословных, вероисповедных и национальных ограничений, замена полиции народной милицией, предоставление солдатам всех гражданских прав. Временным правительством было принято Положение о судах по административным делам от 30 мая 1917 года, которое давало гражданам возможность обжаловать в суде незаконные действия и бездействие администрации.

## История права советского периода
Одним из первых актов, принятых после Октябрьской революции 1917 года был Декрет о суде, принятый Советом народных комиссаров  22 ноября (5 декабря) 1917 года. Он упразднял существующую судебную систему, институты судебных следователей, прокурорского надзора, адвокатуры и устанавливал, что:

Местные суды решают дела именем Российской Республики и руководятся в своих решениях и приговорах законами свергнутых правительств лишь постольку, поскольку таковые не отменены революцией и не противоречат революционной совести и революционному правосознанию.

Созданные революционные трибуналы и народные суды выносили приговоры по уголовным делам как правило без ссылок на законы, руководствуясь лишь «революционным правосознанием». Что касается гражданского права, то политика «военного коммунизма» практически не нуждалась в нём.
Однако с переходом к НЭПу потребовалось принятие Гражданского кодекса РСФСР 1922 года. В том же году был принят и первый советский Уголовный кодекс.
Тем не менее, Л. Каганович говорил в 1929 году в Институте советского строительства:
«Мы отвергаем понятие правового государства. Если человек, претендующий на звание марксиста, говорит всерьез о правовом государстве и тем более применяет понятие „правовое государство“ к Советскому государству, то это значит, что он отходит от марксистско-ленинского учения о государстве».
Во время Большого террора 1937-38 годов не предусмотренные никаким законом тройки НКВД приговорили к расстрелу и заключению в лагеря ГУЛАГа сотни тысяч человек. В начале 1940 года НКВД СССР добился права полностью игнорировать оправдательные приговоры судов: «Лица, оправданные судом по делам о контрреволюционных преступлениях, — говорилось в соответствующем приказе наркома юстиции и прокурора СССР, — не подлежат немедленному освобождению судами из-под стражи, а должны направляться в те места заключения, откуда они были доставлены в суд <...> Освобождение из-под стражи указанных выше лиц возможно лишь по получении от органов НКВД сообщения об отсутствии к тому каких-либо препятствий с их стороны».
После смерти Сталина в период «хрущёвской оттепели» было провозглашено возвращение к нормам «социалистической законности». Прекратилась практика вынесения приговоров внесудебными органами, Уголовный кодекс РСФСР 1960 года уменьшил максимальный срок лишения свободы с 25 до 15 лет (20 лет при замене смертной казни). Был принят также новый Гражданский кодекс РСФСР 1964 года.
Однако кадровый подбор судей оставался всецело в ведении органов КПСС, что позволяло им воздействовать на них.
В период Перестройки в качестве цели было провозглашено построение в СССР правового государства. В 1987 году был принят закон о порядке обжалования в суд действий должностных лиц. В 1989 году был создан Комитет конституционного надзора СССР.

## История права Российской Федерации
Во второй половине 1980-х — первой половине 1990-х годов в Российской Советской Федеративной Социалистической Республике началось построение новой правовой системы. В годы перестройки через многочисленные поправки к Конституции РСФСР 1978 года было осуществлено признание политического плюрализма и многопартийности, принципа разделения властей, частной собственности и свободы предпринимательства. 12 июня 1990 года была принята Декларация о государственном суверенитете РСФСР, а 22 ноября 1991 года — Декларация прав и свобод человека и гражданина.
С распадом СССР в 1991 году было связано окончательное установление современного суверенного российского государства.
Уже в 1992—93 годах были проведены важные реформы уголовно-процессуального права. Закон от 23 мая 1992 года допустил защитника к подозреваемому с момента задержания и к обвиняемому с момента предъявления обвинения, а также предусмотрел право лица, заключенного под стражу в качестве меры пресечения, обжаловать в суд законность и обоснованность данного решения, создав основы судебного контроля в стадии предварительного расследования. Закон от 16 июля 1993 года возродил в России суд присяжных, вначале только в нескольких субъектах Российской Федерации (в качестве эксперимента).
12 декабря 1993 года всенародным голосованием была принята новая Конституция Российской Федерации. Термин «всенародное голосование» (а не «референдум») был использован для того, чтобы обойти положение действовавшего Закона о референдуме РСФСР, согласно которому Конституция может быть изменена лишь большинством голосов от общего числа избирателей страны. Конституция Российской Федерации 1993 года вступила в силу в день её опубликования в «Российской газете» — 25 декабря 1993 года. Отличия от Конституции 1977 года:
- Ликвидирована система Советов;
- Россия стала симметричной федерацией; в 1918—1993 гг. субъектами Российской Федерации (РСФСР) были только национальные образования.
- Срок полномочий Президента России сокращён с 5 до 4 лет (в 2008 году увеличен до 6 лет);
- Ликвидирован верхний предел возраста кандидата в Президенты России; (в 1991—1993 гг. составлял 65 лет);
- Образовано Федеральное Собрание Российской Федерации;
- Изменён текст  Присяги Президента Российской Федерации;
- Переименован ряд субъектов Российской Федерации (в 1996—2003 гг. дополнительно переименованы 5 субъектов РФ).

В 1994 и 1996 годах были приняты первая и вторая части Гражданского кодекса Российской Федерации. Этот важнейший правовой документ содержит свод норм, определяющих правовое положение граждан.
Принятый в 1997 году Уголовный кодекс Российской Федерации сменил Уголовный кодекс РСФСР 1960 года. Среди наиболее существенных изменений можно назвать достаточно полное отражение в нём новых экономических и политических реалий российского общества, переход к приоритетной защите прав и свобод человека, а не интересов государства, усиление ответственности за наиболее тяжкие преступления и снижение ответственности за преступления небольшой тяжести, совершённые впервые, новые основания освобождения от уголовной ответственности и другие нововведения, призванные усилить профилактический потенциал уголовного закона. Значительно изменена была Особенная часть: введено около 70 новых составов преступлений, декриминализовано более 80 составов, ранее предусматривавшихся УК РФ; в диспозиции и санкции практически всех статей, которые перешли из УК РСФСР в УК РФ, были внесены изменения.
Согласно Индексу верховенства права (Rule of Law Index), составляемому организацией World Justice Project, с 2020 года в России наблюдается устойчивое ухудшение ситуации с верховенством права. В 2023 году Россия занимала 113-е место в мире из 142 оцениваемых стран по уровню верховенства права, наряду с такими странами, как Нигер, Либерия, Сьерра-Леоне и Гватемала. В марте 2022 года был принят закон об уголовной отвественности за «распространение заведомо ложной информации об использовании Вооружённых сил РФ»,  затем были приняты законы, устанавливающие наказание «за призывы к введению санкций против России, граждан России или российских юридических лиц. За распространение фейков, повлекшее тяжкие последствия, предусматривается наказание в виде тюремного срока от 10 до 15 лет». Что считать «фейками», решает российское правительство. По состоянию на декабрь 2022 года более 4000 человек были привлечены к ответственности по законам о «фейковых новостях» в связи с вторжением в Украину. Россия проводит фиктивные суды над взятыми в плен украинскими военными с соответствующим статусом и защитой в соответствии с Женевскими конвенциями об обращении с военнопленными. Уголовное преследование военнопленных согласно Международному гуманитарному праву возможно в соответствии с международными законами за совершение военных преступлений, а преследование за терроризм допустимо только если преступление не имеет отношения к боевым действиям. В 2023 году российский оппозиционный политик Владимир Кара-Мурза был осужден по обвинению в государственной измене и «распространении дезинформации» о российских военных и приговорен к 25 годам тюремного заключения. Кара-Мурза сравнил свое дело с показательными процессами сталинской эпохи.